# 오타니 히데카즈
오타니 히데카즈(일본어: 大谷 秀和, 1984년 11월 6일 ~ )는 일본의 전 축구 선수이다.

## 구단 경력
그는 2003년부터 201년까지 J리그의 가시와 레이솔에서 활동하였다.